# Békéscsaba
Békéscsaba er en by i det sydøstlige Ungarn med 54.460(2024) indbyggere. Byen er hovedstad i provinsen Békés.